# Apol·lònida
|  | Per a altres significats, vegeu «Apollonias (desambiguació)». |

Apol·lònida (grec antic: Ἀπολλωνίς, -ίδος , Apollōnís, -ídos, llatí: Apollonis, -idis) fou reina de Pèrgam. Formava part de la dinastia Atàlida.
Es va casar amb Àtal I de Pèrgam (rei 241 aC a 197 aC) i va tenir quatre fills: Èumenes II (rei 197 aC-159 aC), Àtal II (159 aC-139 aC), Fileter i Ateneu. Els autors antics mencionen la seva felicitat familiar, i diuen que era memorable.
Va néixer a Cízic, a Mísia, i no era d'origen noble. Segons Polibi, era filla d'un home educat en els bons costums i d'una dona molt notable. Els seus fills van mostrar sempre una gran devoció per ella. Va viure molts més anys que el seu marit, i Polibi també explica que, ja de molt gran, els seus fills la van portar a visitar Cízic, i agafats de les mans van recórrer la ciutat. La gent felicitava els joves pel respecte que mostraven a Apol·lònida.